# Sultanowskaja-Moschee

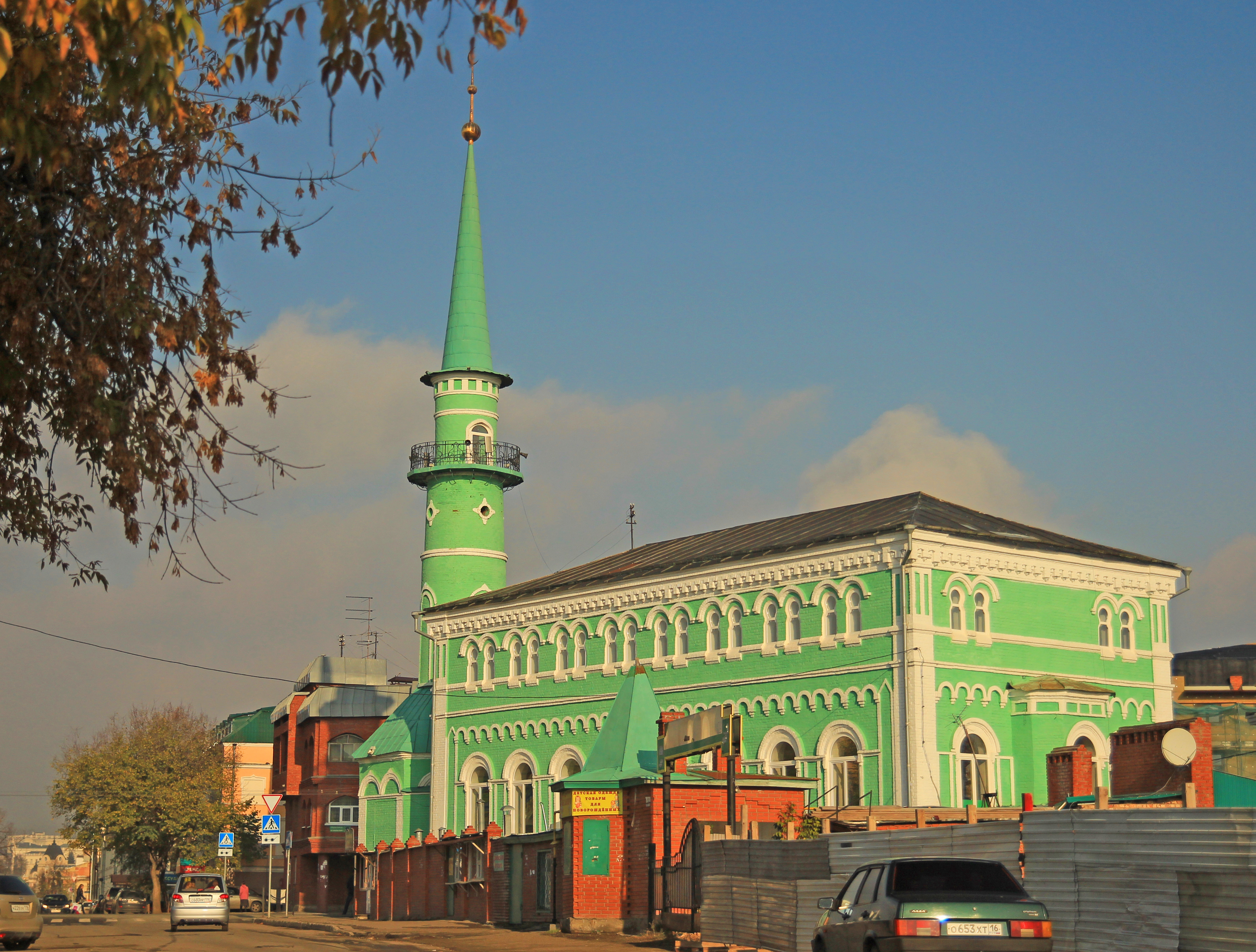
Sultanowskaja-Moschee

Die Sultanowskaja-Moschee (russisch Султановская мечеть, tatarisch Солтан мәчете: Soltan-Moschee, auch Achte Kathedrale) befindet sich in Kasan, Hauptstadt der russischen Republik Tatarstan.
Die Moschee wurde 1867 oder 1868 durch den Kasaner Kaufmann Dschihanscha Ussmanow (1817–1872) errichtet, der Architekt war P.I. Romanow. Sie wurde in einer traditionellen tatarisch-bulgarischen Architektur des Mittelalters erbaut, welche eklektische Elemente der russischen Nationalen Romantik enthält. Das dreigeschossige Minarett befindet sich direkt über dem Eingang.
Das erste Gebet in der Moschee hielt der tatarische Geistliche Schihabetdin Mardschäni.
Am 11. November 1931 wurde die Moschee von den sowjetischen Behörden geschlossen. Im Jahr 1990 wurde das Minarett restauriert, 1994 wurde die Moschee den Gläubigen zurückgegeben.